# Opération Sundevil
 
L'opération Sundevil est une opération du service secret des États-Unis menée à l'échelle nationale en 1990 contre « des activités illégales de piratage informatique ».  Il s’agit de perquisitions dans une quinzaine de villes qui ont abouti à trois arrestations et à la confiscation d’ordinateurs, du contenu des systèmes de babillard électronique et de disquettes. Cela a été révélé dans un communiqué de presse du 9 mai 1990. Les arrestations et les procès ultérieurs ont abouti à la création de l'Electronic Frontier Foundation. L’opération est maintenant considérée comme un coup dur pour les relations publiques. L'opération Sundevil est également considérée comme l'une des attaques préliminaires contre "Legion of Doom" et des groupes de piratage similaire. Le raid sur Steve Jackson Games, qui a conduit à l’affaire judiciaire "Steve Jackson Games, Inc. contre le Secret Service" est souvent attribué à l’opération Sundevil, mais l’Electronic Frontier Foundation déclare qu’elle n’a aucun lien de parenté et cite cette attribution comme une erreur médiatique,. 
Le nom vient du stade de football Sundevil de l'Arizona State University, situé près du siège des services secrets locaux, où ont été menées l'enquête et les raids.

## Contexte
Avant 1990, les personnes qui manipulaient des systèmes de télécommunication, appelés phreakers, ne faisaient généralement pas l'objet de poursuites aux États-Unis. La majorité des phreakers utilisaient des logiciels pour obtenir les numéros de cartes d'appel et construisaient des dispositifs de tonalité simples afin de passer des appels téléphoniques gratuits. Un petit groupe d'élite très technique composé de phreakers était plus intéressé par des informations sur le fonctionnement interne du système de télécommunication que par des appels téléphoniques gratuits. Les compagnies de téléphone se sont plaintes des pertes financières liées aux activités de phreaking. Le passage des équipements analogiques aux équipements numériques a commencé à exposer de plus en plus les rouages des sociétés de téléphone alors que les pirates informatiques commençaient à explorer les rouages, les commutateurs et les liaisons. En raison du manque de lois et de compétences de la part des forces de l'ordre américaines, peu de poursuites ont été engagées contre des pirates informatiques avant l'opération Sundevil. 
Cependant, à partir de 1989, le US Secret Service (USSS), à qui le Congrès avait conféré le pouvoir de traiter les fraudes liées aux dispositifs d'accès, en tant qu'extension des enquêtes sur les fraudes par fil visées au titre 18 (§ 1029), a commencé à enquêter. Au cours de ses 18 mois d’enquête, l’USSS a rassemblé des éléments de preuve concernant des fraudes généralisées sur les cartes de crédit et les cartes d’appel sur des lignes nationales. 
L'opération Sundevil a permis à plusieurs organismes fédéraux chargés de l'application de la loi, notamment les services secrets et le FBI, d'acquérir une expertise précieuse dans la lutte contre cette nouvelle forme d'activité criminelle et dans l'augmentation de leur budget. De nouvelles lois ont été créées pour permettre aux procureurs fédéraux d’accuser des personnes de fraude, de piratage, de fraude par carte de crédit. Les preuves tirées de l’opération Sundevil ont permis de convaincre le Congrès des États-Unis de la nécessité d’obtenir des fonds supplémentaires, une formation et une expansion globale. 

## Action
Avec la task force de Chicago et le bureau de l'Arizona contre le crime organisé et le racket, l'opération a impliqué des raids à Austin, Plano, Cincinnati, Detroit, Los Angeles, Miami, New York, Newark, Phoenix, Pittsburgh, Richmond, Tucson, San Diego, San Jose, San Francisco et Seattle.  Les raids ont eu lieu depuis l'Arizona, où a eu lieu la conférence de presse. 
Les perquisitions ont généralement eu lieu dans des banlieues de la classe moyenne et visaient des voleurs de cartes de crédit et des pirates téléphoniques. Ils ont été effectués par la police locale, avec l'aide de plus de 150 agents des services secrets, du FBI et de la CIA. Vingt-sept mandats de perquisition, donnant lieu à trois arrestations, ont été émis et exécutés les 7 et 8 mai 1990. La police a également pris environ 42 ordinateurs et environ 25 BBS, dont certains des BBS les plus infâmes et les plus connus du monde, tels que Cloud Nine. Ce fut la plus grande répression de BBS de l'histoire  Enfin, environ 23 000 disquettes ont également été saisies. Celles-ci détenaient une variété de données, y compris des logiciels, des outils Phreaking et Hacking, des dizaines de milliers de détails de cartes de crédit et pléthore de documents protégés par le droit d'auteur. Les trois personnes arrêtées étaient « Tony the Trashman », « Dr. Ripco » et « Electra ».
D'autres parties de l'opération visaient le magazine électronique underground Phrack, qui avait publié le contenu d'un fichier texte exclusif copié à partir d'ordinateurs BellSouth et contenant des informations sur le système de réponse d'urgence E911, bien que celui-ci ait été annulé par la suite par un tribunal et que ces mêmes informations sur le système E911 ont également été fournies au public via un catalogue de vente par correspondance.

## Conséquences
Dans un communiqué de presse du 9 mai 1990, des responsables du gouvernement fédéral et du gouvernement de l'État de l'Arizona ont révélé que les services secrets étaient impliqués dans l'enquête. Le directeur adjoint des services secrets américains, Garry M. Jenkins, a déclaré dans un communiqué de presse que "les services secrets envoient un message clair aux pirates informatiques qui ont décidé de violer les lois de ce pays en croyant à tort pouvoir éviter la détection en se cachant derrière l’anonymat relatif de leurs terminaux informatiques. " 
Deux systèmes informatiques à accès public ont été arrêtés dans les jours qui ont suivi l'opération: un système AT & T Unix à Dallas, Texas et un système Jolnet à Lockport, Illinois. Un porte-parole d'AT & T a affirmé que l'arrêt avait résulté d'une enquête interne et n'était pas lié à l'opération. 
En réponse aux arrestations, l'Electronic Frontier Foundation a été fondée par Mitchell Kapor, fondateur de Lotus Development Corporation, et John Perry Barlow, un auteur.  La fondation a engagé des avocats pour représenter les pirates informatiques dans deux des affaires découlant de l'opération Sundevil. 
L’opération Sundevil a été l’action la plus médiatisée du gouvernement fédéral contre les pirates. En partie à cause de cela, il a été perçu comme une opération de relations publiques et un message aux pirates.  Bien qu’il ait causé peu de dommages à la communauté du piratage à long terme, il a toutefois stoppé les activités de piratage de bon nombre des meilleurs pirates informatiques du monde pendant une courte période, raison pour laquelle il a été salué comme un succès tactique par rapport aux longues guerres menées contre la Légion de Doom. Cependant, il a également été critiqué pour son échec dû à plusieurs poursuites infructueuses et à un certain nombre de perquisitions ne conduisant même pas à une arrestation. 

## Voir également
- Opération Cybersnare
- La répression des hackers